# Chrysippe (Tochter des Danaos)
Chrysippe (altgriechisch Χρυσίππη Chrysíppē) ist in der griechischen Mythologie eine Tochter des Danaos, des Königs von Libya, und der Memphis. Sie zählt daher zu den Danaiden und ist von derselben Mutter die Schwester der Sthenele und der Kleite.
Während bei den meisten anderen Vermählungen der 50 Töchter des Danaos, der Danaiden, mit den 50 Söhnen des Aigyptos das Los über die Paarbildungen entschied, bildete bei den drei Schwestern die Ähnlichkeit der Namen die Grundlage für die Wahl des Gatten. So wurde Chrysippe mit Chrysippos verheiratet, während  Sthenele den Sthenelos, Kleite den Kleitos zum Mann erhielten.
Im unvollständig erhaltenen Katalog der Töchter des Danaos bei Hyginus Mythographus fehlt Chrysippe und Chrysippos wurde mit Demoditas vermählt.